# 潘登颐
潘登颐（越南语：／；1976年—），又译为潘党迪，是越南電影導演，自河內戲劇與電影學院畢業後進入政府電影審查部門擔任行政職，後來辭去工作投入獨立電影拍攝。2010年，他的第一部長片《紅蘋果的慾望》獲選第63屆坎城影展國際影評人週單元，並獲得劇作家與作曲家協會獎和獨立電影推廣協會獎，但在越南國內則因裸露和性愛鏡頭遭到刪減。2015年，他的第二部長片《夏戀之外的故事》獲選為第65屆柏林影展正式競賽片。

## 電影作品

### 劇情長片
- 2010年：《紅蘋果的慾望》（Bi, đừng sợ!）
- 2015年：《夏戀之外的故事》（Cha và con và）

### 短片
- 2008年：《當我20歲》（Khi tôi 20）

## 外部連結
- Dang Di Phan在互联网电影资料库（IMDb）上的資料（英文）